# Comité Paralímpico Libanés
El Comité Paralímpico Libanés (en árabe: اللجنة البارالمبية اللبنانية) es el comité paralímpico nacional que representa a Líbano. Esta organización es la responsable de las actividades deportivas paralímpicas en el país. Es miembro del Comité Paralímpico Internacional y del Comité Paralímpico Asiático.